# Convention concernant les mesures à prendre pour interdire et empêcher l'importation, l'exportation et le transfert de propriété illicites des biens culturels
La Convention de l'UNESCO concernant les mesures à prendre pour interdire et empêcher l'importation, l'exportation et le transfert de propriété illicites des biens culturels est un traité international sous l'égide de l'UNESCO. Le traité, signé pour lutter contre le commerce illégal de biens culturels, est signé le 14 novembre 1970 et entre en vigueur le 24 avril 1972. En mai 2019, 140 états ont ratifié le traité.

## Histoire
Avant la convention de l'UNESCO de 1970, le commerce illégal d'objets antiques et d'objets culturels prévalait parmi le trafic de drogues et d'armes. Le constat est qu'« à la fin des années 1960 et au début des années 1970, les vols ne cessent d’augmenter tant dans les musées, que sur les sites archéologiques, notamment dans les pays dits du Sud. Dans les pays « du Nord », les collectionneurs privés et parfois, les institutions officielles, se voient proposer de plus en plus d’œuvres importées frauduleusement ou d’origine non identifiée ». Par conséquent, plusieurs États souverains ont entrepris de préserver d'importants objets d'importance historique et culturelle,. Ces actions sont le prélude à la vaste tentative de l'UNESCO de préserver les biens culturels.
La conception du traité commence en avril 1964, lorsque l’UNESCO nomme un comité d’experts de trente états en avril 1964. En 1968, l’UNESCO adopte la résolution 3.334 autorisant la création d’un comité chargé de rédiger une convention. La Direction générale de l'UNESCO charge un expert principal et quatre consultants de rédiger le texte de la convention, qui sera ensuite examiné par chaque état membre. Lors de sa révision, le texte est envoyé à un comité spécial d'experts gouvernementaux, qui prépare un projet final vers avril 1970.
Un total de 61 états assistent à la convention, qui est ensuite adoptée à la 16e Conférence générale le 14 novembre 1970.

## Détails
En vertu de la Convention de 1970, les « biens culturels » sont sous protection : les biens culturels comprennent tout ce qui a une signification scientifique, historique, artistique ou religieuse, tel que défini à l'article I de la convention. Cependant, chaque état peut définir son propre « bien culturel », à condition qu'il s'agisse d'un élément d'importance et entrant dans les catégories définies à l'article I.
La Convention recommande l'application de la protection des biens culturels selon « trois piliers principaux », chacun étant constitué par « des mesures préventives », des « dispositions en matière de restitution » et « une coopération internationale ». Le premier pilier, « les mesures préventives », stipule que les signataires du traité doivent renforcer la sécurité et la sûreté des biens culturels, telles que l’inventaire, la certification des exportations via des mesures de contrôle et d’agrément des négociants, la surveillance des échanges et l’imposition de sanctions pénales ou administratives, des campagnes d’information et d'éducation. Le deuxième pilier, les « dispositions relatives à la restitution », stipule que tous les états souverains doivent s’entraider pour récupérer les biens culturels volés et « prendre des mesures appropriées pour saisir et restituer tout bien culturel volé et importé après l’entrée en vigueur de la Convention ». Le troisième pilier, la « coopération internationale », est une des lignes directrices de la Convention et une tentative de la convention pour renforcer les liens internationaux entre les signataires, et de fournir assistance et coopération entre eux.
Enfin, en vertu de la convention, toute partie peut demander le recouvrement et l'assistance d'un autre état pour le recouvrement des biens culturels illégalement exportés ou volés importés dans un autre état partie, même après l'application de la Convention dans les deux états. Cependant, l'importation ou l'exportation de tout bien culturel n'est pas légitimée et peut toujours tomber sous le coup de la convention.

## Organes statutaires
En vertu de la Convention, plusieurs organes statutaires sont créés pour superviser la réalisation des objectifs du traité.

### Réunion des états parties
La Réunion des états parties à la Convention de 1970 est l'organe souverain de la convention. Composé de toutes les parties signataires de la convention de 1970, elle organise des stratégies et des plans d'action pour la mise en œuvre de la convention. La réunion a lieu pour la quatrième fois en mai 2017.

### Comité subsidiaire
Le Comité subsidiaire de la Réunion des états parties à la Convention de 1970 est un organe statutaire de la Convention de 1970, composé de 18 membres issus des états signataires de la Convention signée à la Convention pour une durée de quatre ans et contrôlés par la Réunion des états parties. Ses principales fonctions sont non seulement de promouvoir la convention, de partager les bonnes pratiques, mais également de réviser et d’informer la Réunion des états parties et d’identifier les principaux problèmes de la Convention. Le comité est également chargé d'établir et maintenir une coordination avec le Comité "Retour-Restitution" en lien avec les mesures de renforcement des capacités pour lutter contre le trafic illicite de biens culturels.

### Secrétariat de l'UNESCO à la Convention de 1970
Le Secrétariat de l'UNESCO à la Convention de 1970 assiste les réunions des états parties en organisant des rencontres pour les Réunions des états parties et d'autres branches statutaires de la convention et en aidant à mettre au point des ressources et du matériel relatifs à la convention.

### Comité intergouvernemental de l'UNESCO
Le Comité intergouvernemental de l'UNESCO pour la promotion de la restitution de biens culturels à leurs pays d'origine ou de leur restitution en cas d'appropriation illicite (CIPCRP), ou Comité intergouvernemental de l'UNESCO, est créé pour apporter une aide à la récupération de biens culturels qui n'entrent pas dans le champ d'application des conventions internationales, par la coopération multilatérale et bilatérale. Tous les deux ans, la moitié de ses 22 membres est élue pour un mandat de quatre ans. En tant qu'organe consultatif, ce comité fournit une assistance directe pour la récupération des biens volés dans le cadre d'un commerce illicite. C'est aussi un lieu possible pour le règlement des différends.
Le Comité intergouvernemental gère également le Fonds international pour la restitution de biens culturels à leurs pays d'origine ou leur restitution en cas d'appropriation illicite et il doit rendre compte de ses activités à la Conférence générale de l'UNESCO.

### Convention d'UNIDROIT de 1995 sur les biens culturels volés ou exportés illégalement
À la demande de l'UNESCO, l'Institut international pour l'unification du droit privé (UNIDROIT) rédige la Convention d'UNIDROIT sur les biens culturels volés ou illicitement exportés. Il sert de corpus de droit privé pour le commerce international de l'art afin de soutenir les efforts de la convention de 1970, qu'il renforce par des règles juridiques. Il vise à mettre fin aux problèmes techniques résultant de législations différentes dans différents états et à contribuer à la lutte contre le commerce illégal de biens culturels. On peut citer notamment le manuel de l'UNESCO de mesures juridiques et pratiques contre le trafic illicite des biens culturels, la norme Object-ID, le Code international de déontologie de l'UNESCO pour les négociants en biens culturels et le code de déontologie de l'ICOM pour les musées.

## Partenaires clés
Plusieurs agences et organisations ont participé à la Convention de 1970, notamment :
- Institut international pour l'unification du droit privé (UNIDROIT)
- Convention d'UNIDROIT de 1995 sur les biens culturels volés ou illicitement exportés
- Union européenne
- Interpol - Unité des œuvres d'art[21]
- Office des Nations unies contre la drogue et le crime (UNODC)
- Organisation mondiale des douanes (OMD)

### Organisations non-gouvernementales
- Le Conseil international des musées (ICOM)

## Logo
Le logo de la Convention de 1970 comprend deux images : une main superposée sur un vase. Il est censé représenter la fin du commerce illégal d'objets culturels (vase).